# Isopogon dubius
Isopogon dubius (лат.) — кустарник, вид рода Изопогон (Isopogon) семейства Протейные (Proteaceae), эндемик юго-западного региона Западной Австралии. Кустарник с остроконечными, лопастными или перистыми листьями и более или менее сферическими цветочными головками от розовых до красновато-розовых цветков.

## Ботаническое описание
Isopogon dubius — кустарник высотой до 0,5–1,5 м с опушёнными красновато-коричневыми веточками. Молодые веточки и молодые листья опушённые. Листья глубоко трёхлопастные или перистые, 25–55 мм в длину на черешке длиной около 20 мм, кончики лепестков или листочков заострённые. Цветки расположены в сидячих, более или менее сферических соцветиях — цветочных головках — 40–50 мм в диаметре с множеством волосистых яйцевидных обворачивающими прицветниками у основания соцветия. Цветки 25–30 мм в длину, от розового до красновато-розового цвета и гладкие. Цветение происходит с июля по сентябрь. Плоды представляют собой опушённые овальные орехи, сросшиеся в полусферическую плодовую головку до 15-25 мм в диаметре.

Isopogon dubius
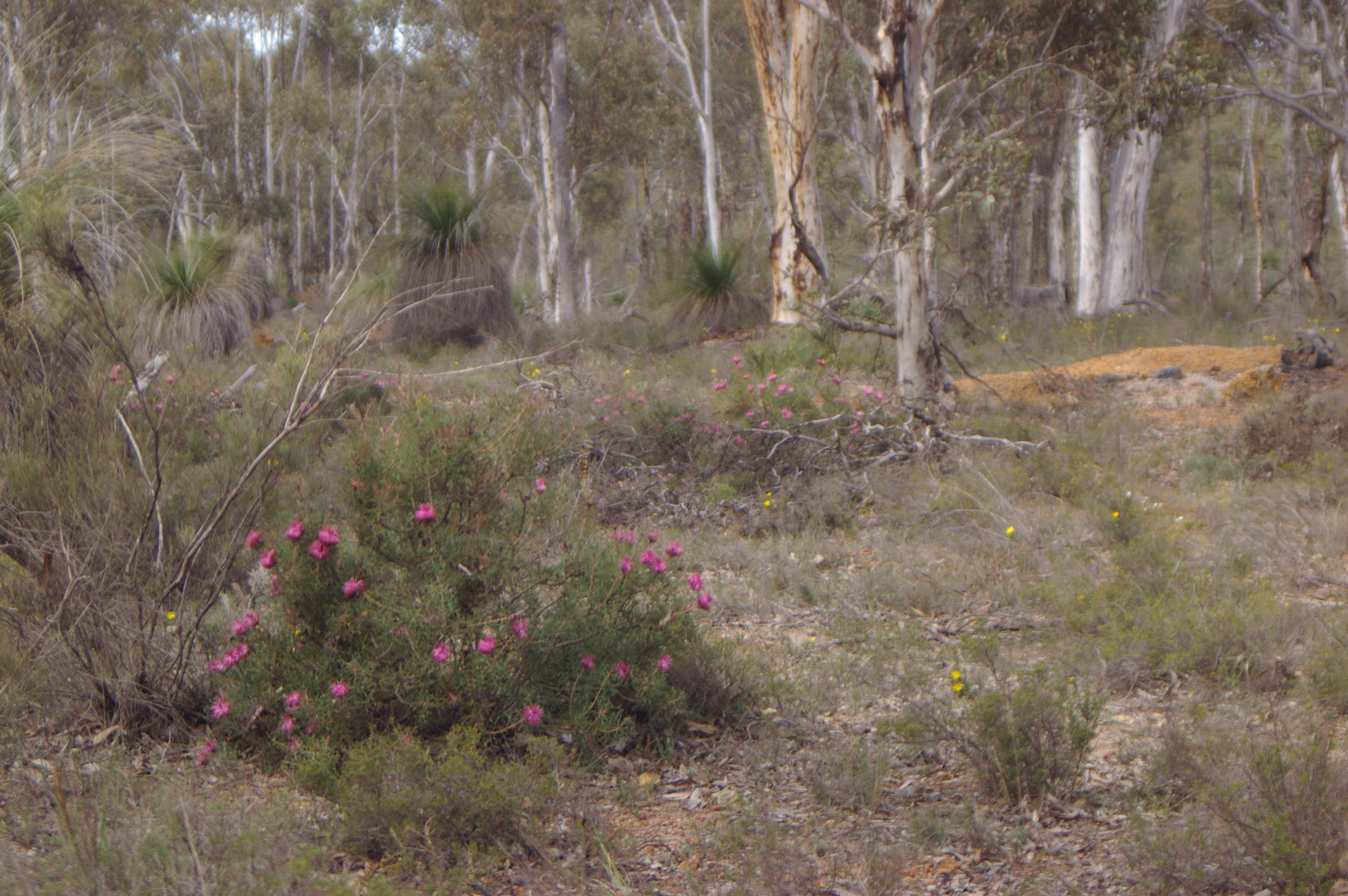
В природе
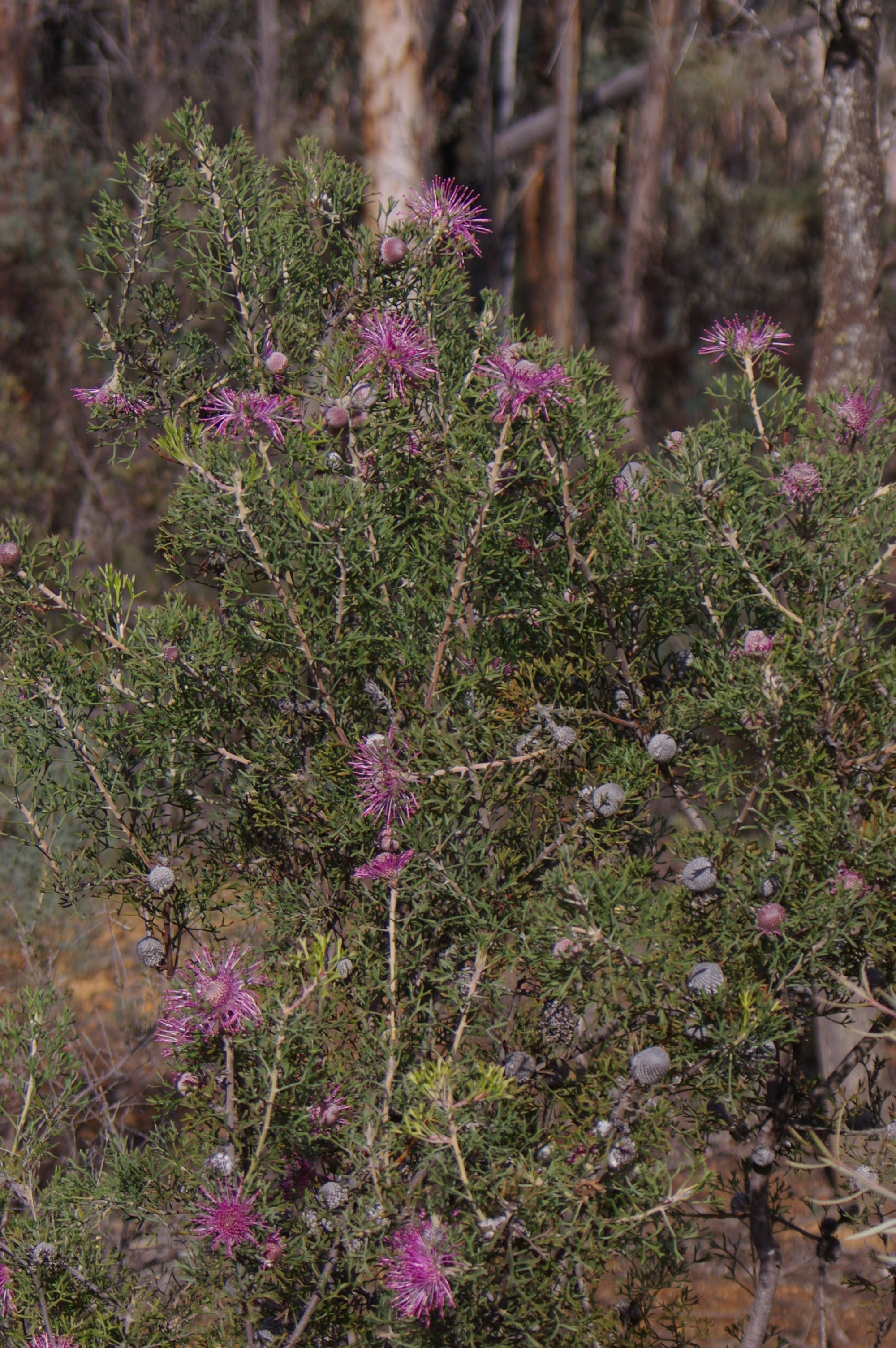
Общий вид
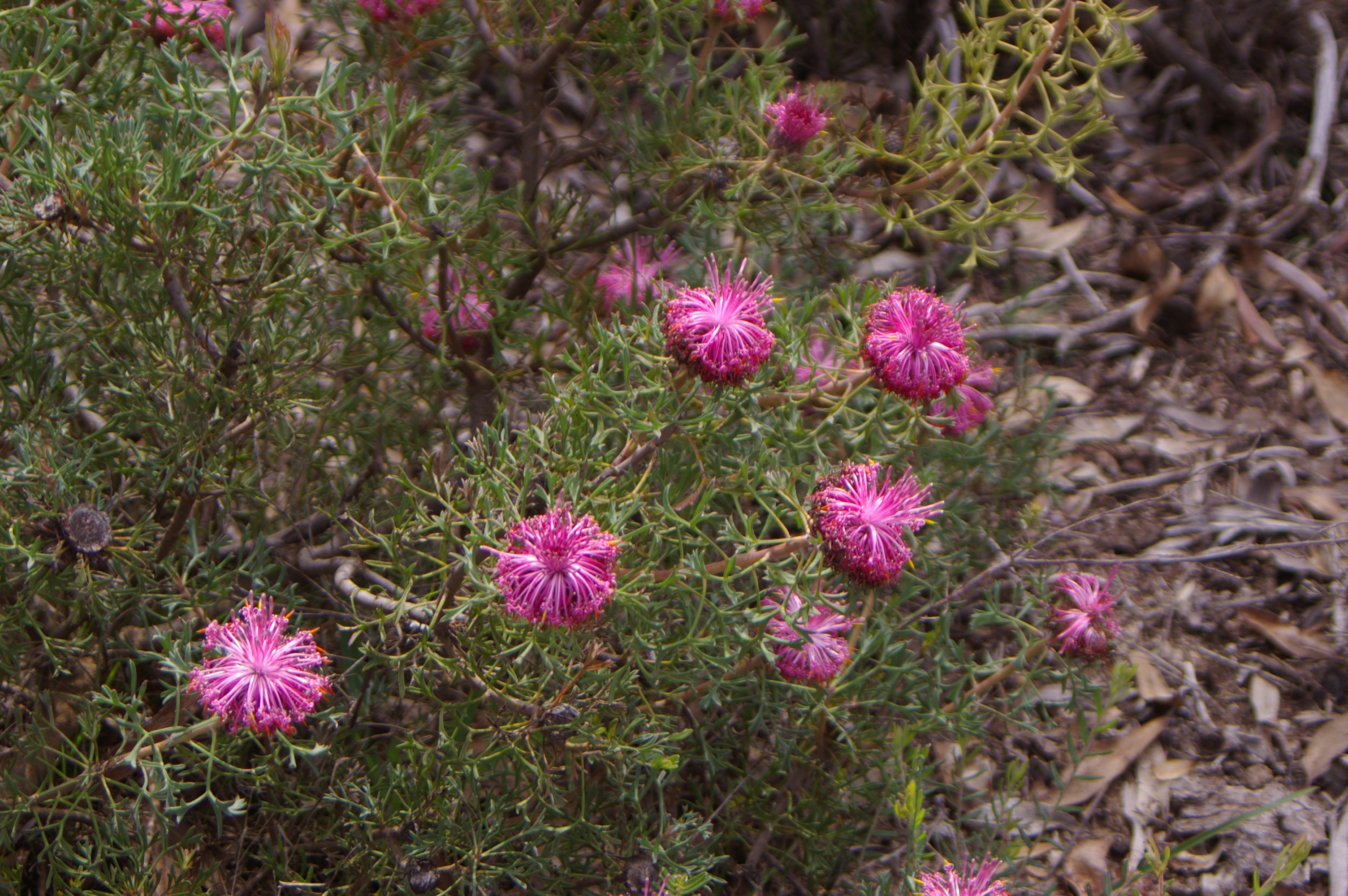
Цветущий кустарник
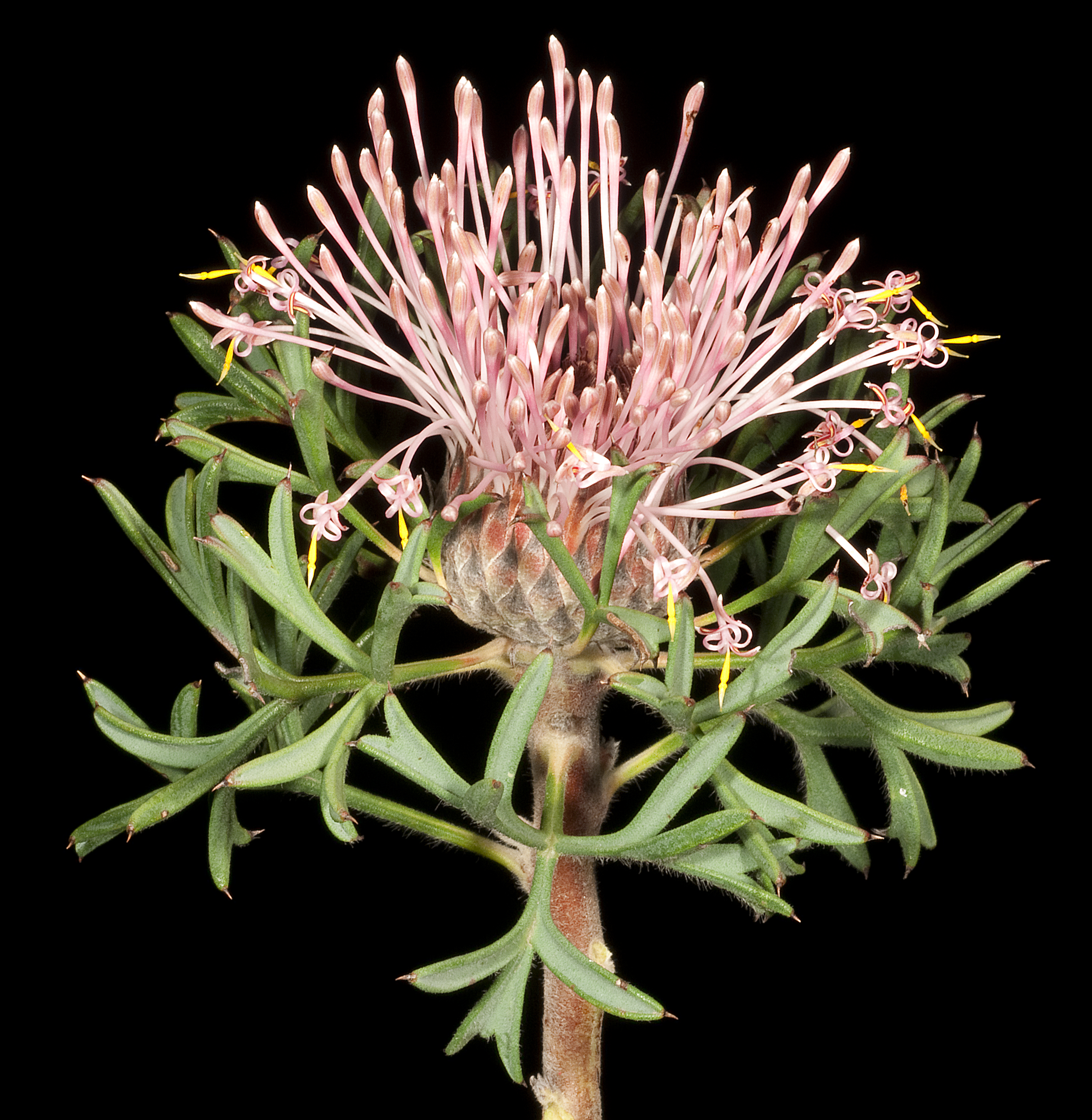
Листья и соцветие

## Таксономия
Впервые этот вид был описан в 1830 году Робертом Броуном, который дал ему название Petrophile dubia в Supplementum primum Prodromi florae Novae Hollandiae на основе образцов, собранных в 1827 году у реки Суон Чарльзом Фрейзером. В 1917 году Джордж Кларидж Дрюс изменил название на Isopogon dubius в The Botanical Exchange Club and Society of the British Isles Report за 1916 год.

## Распространение и местообитание
Эндемик Западной Австралии. Растёт в лесах и эвкалиптовых пустошах, в основном на хребте Дарлинг от близлежащих холмов Вонган до Наррогина в районе Эйвон-Уитбелт, песчаных равнинах Джералдтона, лесах Джаррах и прибрежной равнины Суон на юго-западе Западной Австралии.

## Охранный статус
Isopogon dubius классифицирован Министерством парков и дикой природы правительства Западной Австралии как «не находящийся под угрозой исчезновения». Международный союз охраны природы классифицирует природоохранный статус вида как «вызывающий наименьшие опасения».

## Культивирование
Этот вид впервые был выращен в Европе в 1800-х годах. Он предпочитает сухое лето и хороший дренаж, переносит умеренные морозы. Для наилучшего цветения требуется полное солнце, хотя растение можно выращивать и в полутени.